# Sacelláry-kastély
A Sacelláry-kastély a Törley-kastély mellett, Budapest XXII. kerületében található szecessziós kastély.

## Története
A Bizáncból származó Sacelláry család 1875-ben jelent meg Budafokon (Promontor) mint vásárló. A kastélyt a 19. század végén építtette Sacelláry György leánya, Irén (1855–1925) részére, aki 1885-ben Törley József felesége lett. Az 1879. évi összeírásból tudjuk, hogy a Sacelláry-féle házban a kerületi körorvos dr. Nagy János lakott.
1890-ben Törley József hatalmas birtokot vásárolt az újonnan felépítendő pezsgőgyára számára. Így a Sacelláry- és a Törley-ingatlan közvetlen egymás mellé került, de soha nem lett közös, hiszen mindig is hatalmas kőfal választotta el őket egymástól. Irén számára az 1890-es évek végén kezdődött el a kastély építése. Az építés valószínűsíthető ideje az 1895–1899 közötti évek. 

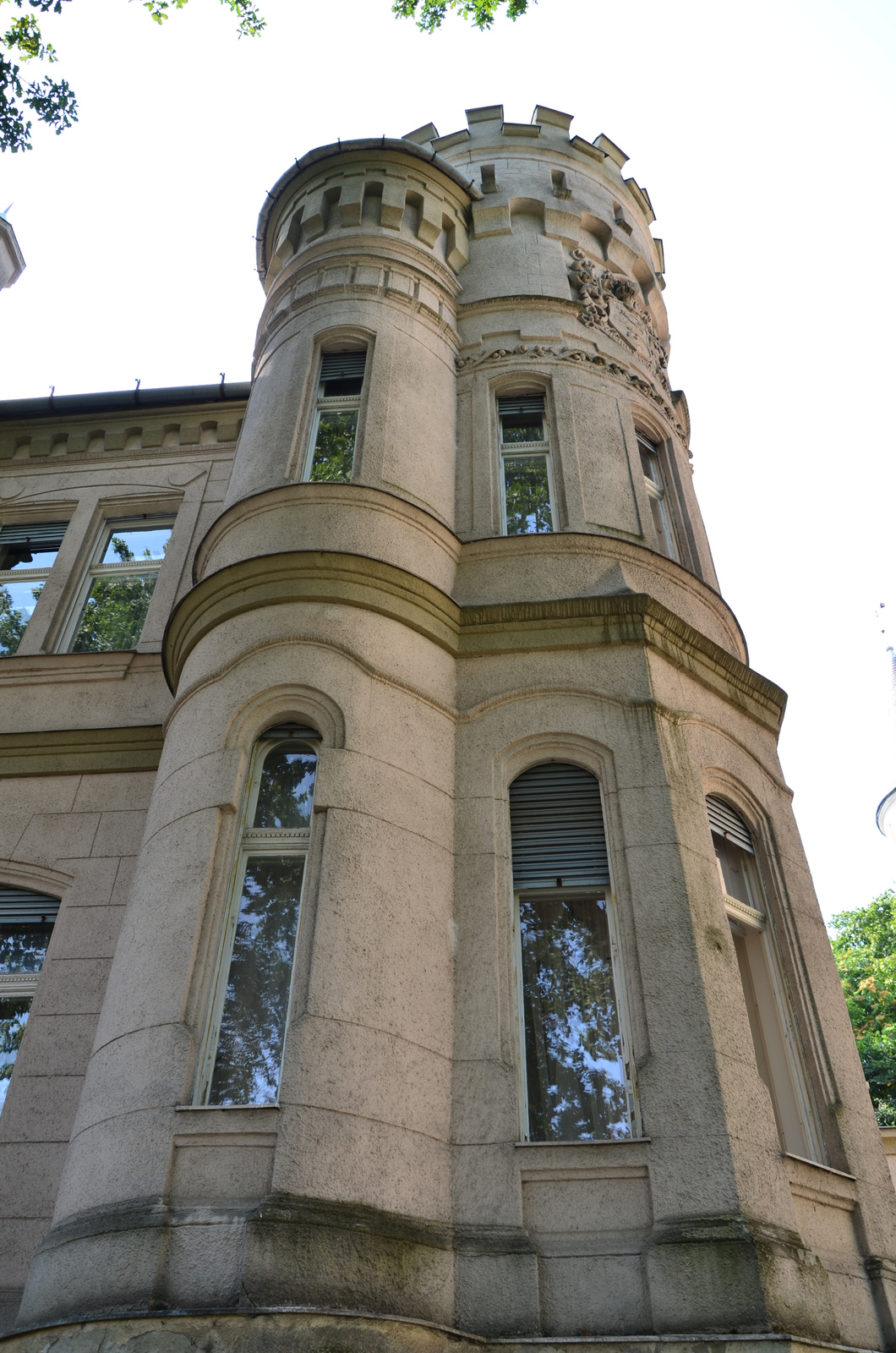

Sacelláry Irén kedvence a vadgesztenyefa volt, ezért az épület külső díszítésén sok a vadgesztenye-motívum. 1937-ben a kastélyt átalakították. A bejárattól egy keskeny folyosón lehetett eljutni az úgynevezett Nagyterembe vagy hallba, amely a kastély központi része volt. A hallból lehetett megközelíteni az ebédlőt, a szalont, a télikertet, a könyvtárszobát és a biliárd-szobát. A hallban látható a családi címer a címerpajzsban szereplő hattyúval. Innen a hallból gyönyörűen faragott lépcső vezetett fel az emeletre, ahol a hálószobák voltak. Az egész belső kialakítása a szecessziónak volt alárendelve, melyből még ma is felfedezhetők részletek. Róth Miksa készítette az aula ólomüveg-ablakait, máig épen megmaradtak a belső faburkolatok és gipszstukkók. Az épületet húszezer négyzetméteres őspark veszi körül vadgesztenyékkel.
Sacelláry Irén (ekkor már özv. Törley Józsefné) 1925 januárjában meghalt. A kastélyt két fiútestvére örökölte, akik 1926-ban eladták a Magyar Postának. A Posta tüdőszanatóriumot rendezett be benne. Az államosítás után az épület a Tétényi úti kórházé lett, amely továbbra is szanatóriumként használta. 1987 nyarán a Magyar Hitelbank Rt. megvásárolta, majd felújíttatta, Harrer Cézár belsőépítész tervei szerint.
Az 1920-as évektől az 1980-as évekig szanatóriumként működött, rövid ideig iskolaként szolgált (Közép-Európai Egyetem Rt.), 2002-től magánkézben van. Az épület és a kert alkalmanként rendezvények helyszíneként működik.

### A kastélypark
A kastély körüli hatalmas park rengeteg vadgesztenyefával, valamint díszcserjékkel volt betelepítve. Ez a park a gesztenyefákat kivéve szinte teljesen elpusztult az 1940-es évek végén.